# Tullibardine Chapel

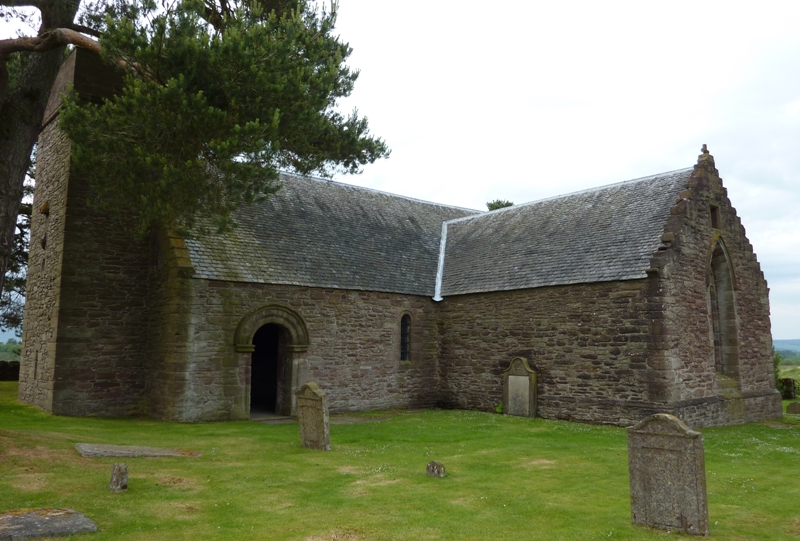
Die Chapel 2009

Die Tullibardine Chapel ist eine ehemalige Kirche, die südwestlich der Ortschaft Tullibardine in Perth and Kinross im Norden Schottlands steht. Sie wurde 1446 durch David Murray aus Dumbarton errichtet, was in Zusammenhang mit der, heute nicht mehr existierenden, Burg Tullibardine Castle steht. Um 1500 wurde die kleine Kirche umgebaut, in dieser Form blieb sie bis heute erhalten. Es bedeutete einen kreuzförmigen Grundriss sowie einen Turm im Westen, durch den der Zugang durch eine dort eingelassene Tür möglich war. Nach der Reformation wurde sie Grablege für Mitglieder des lokalen Zweiges des Clans Murray.
Später wurde die Kirche nicht mehr genutzt, blieb aber baulich erhalten. Seit 1920 zählt sie, gemeinsam mit den sie umgebenden Grabsteinen, zu den Scheduled Monuments. Zusätzlich war das Gebäude, zwischen 1971 und 2018, als Listed Building der Kategorie A eingestuft.